# Calonema
Calonema ist eine Gattung von Schleimpilzen aus der Ordnung der Trichiida. Sie umfasst vier Arten.

## Merkmale
Die gestielten oder ungestielten Fruchtkörper sind Sporokarpe und finden sich meist in losen bis dichten Gruppen angeordnet. Das Capillitium besteht aus einzelnen, zu einem unvollständigen Netz verwachsenen Fäden, die eine schwache Skulpturierung aufweisen, sie sind genetzt, unregelmäßig ringförmig oder spiralig. Ihre Enden sind oft am Ansatz und am Peridium verwachsen.
Das Peridium ist dünn, verzweigt geädert und reißt zur Reifezeit ungleichmäßig auf, um die Sporen freizugeben. Die Sporen sind gelb.

## Verbreitung
Funde sind bekannt aus Europa (Frankreich, Deutschland, Niederlande), Asien (Japan, Indien) und Nordamerika (USA).

## Systematik und Forschungsgeschichte
Die Gattung wurde 1893 von Andrew Price Morgan erstbeschrieben, Typusart ist Calonema aureum. Die Gattung umfasst vier Arten:
- Calonema aureum
- Calonema cornuvioides
- Calonema dissipatum
- Calonema geesinkii